# Teatro Nacional de Ópera y Ballet de Moldavia
El Teatro Nacional de Ópera y Ballet de Moldavia (en rumano: Teatrul Naţional de Operă şi Balet din Republica Moldova) situado en la ciudad de Chisináu, la capital de Moldavia, es una de las compañías líderes de ballet en Europa del Este. Se encuentra junto a la Ópera Nacional, en un edificio de teatro en el Bulevar de Stefan el Grande, una de las vías principales en Chisináu.
Construido durante los años de la Unión Soviética, el teatro tiene equipo excelente y buenas instalaciones, y se ha consolidado como uno de los principales en el país. Tras el colapso de la Unión Soviética, este teatro fue uno de los pocos que conservaron su propio ballet, ópera y orquesta, con sus propios solistas y coros.